# 許哲万
許 哲万（ホ・チョルマン、朝鮮語: 허철만）は、朝鮮民主主義人民共和国の政治家。朝鮮労働党中央委員会政治局委員候補、同委員会幹部部長。

## 経歴
出生地や生年月日は不明。三池淵郡の建設部隊である三池淵郡内閣・中央機関旅団指揮官を務め、同郡の建設成果が評価されたことから、2019年12月28日に開催された朝鮮労働党中央委員会第7期第5回総会で党中央委員会政治局委員候補、党中央委員会委員に補選され、党中央委員会幹部部長に任命された。
2020年10月10日に開催された朝鮮労働党創立75周年記念慶祝閲兵式では、金正恩委員長らと同じ幹部席で参観した。2021年1月5日から開催された朝鮮労働党第8次大会で中央委員会委員に再選され、1月10日に開催された党中央委員会第8期第1回総会で党中央委員会幹部部長、党中央委員会政治局委員候補に再任された。

## 参考サイト
- 북한정보포털